# Список вулиць Києва (Е)
Це список вулиць міста Києва, назви яких починаються на літеру Е.
До списку входять усі урбаноніми Києва, що містяться в офіційному довіднику «Вулиці міста Києва», затвердженому 2015 року, а також у міській інформаційно-аналітичній системі забезпечення містобудівної діяльності (МІАС ЗМД) «Містобудівний кадастр Києва», довіднику «Вулиці Києва» 1995 року та атласі «Київ до кожного будинку». Назви вулиць, які відсутні в офіційному довіднику, подані курсивом. Проєктні вулиці, що мають код у кадастрі, але не мають назв, у списку не наведені.
У списку вулиці подані за алфавітом. Назви вулиць на честь людей відсортовані за прізвищем (якщо прізвище відсутнє — за іменем) і подаються у форматі Прізвище Ім'я і/або Посада. Якщо вулиця названа за цілісним псевдонімом, то сортування відбувається за першою літерою псевдоніма або імені, тобто Бориса Тена подано на літеру Б, Ганни Барвінок — на Г, Дзиґи Вертова — на Д, Івана Багряного — на І, Кузьми Скрябіна — на К, Лесі Українки — на Л, Марка Вовчка, Марка Черемшини, Миколи Хвильового і Мирослава Ірчана — на М, Олени Пчілки і Остапа Вишні — на О, Панаса Мирного — на П, Юрія Клена — на Ю, Якуба Коласа, Яна Райніса, Янки Купали і Януша Корчака — на Я. Вулиці, що мають, окрім назви, порядковий номер, відсортовані за власною назвою, наприклад 2-й Левадний провулок на літеру Л. Вулиця Радгосп «Совки» розміщена на літеру С, вулиця Міста Шалетт — на літеру Ш. Назви вулиць, що починаються на число (окрім вулиць, зазначених вище), записані словами і подані на відповідну літеру (Восьмого Березня, Першого Травня тощо).
Вулиці з назвами «Садова» (в тому числі «номерні») і лінії виділені в окремі списки.
Станом на 1 січня 2023 року в Києві 2833 урбаноніми, з них:
| - 2059 вулиць; - 533 провулки; - 77 ліній; - 59 площ і майданів; | - 32 проспекти; - 22 бульвари; - 15 узвозів; | - 12 проїздів; - 11 шосе; - 5 доріг; | - 3 алеї; - 3 набережних; - 2 тупики. |

Колір фону у списку залежить від типу урбаноніма.
Після списку існуючих вулиць наведено список зниклих вулиць (вулиць, які були ліквідовані або включені до інших вулиць протягом XX—XXI століть), а також список попередніх назв вулиць, починаючи з 1800 року. Назви перейменованих вулиць, що починаються на число (окрім вулиць, зазначених вище), записані словами і подані на відповідну літеру (Третього Інтернаціоналу, Дев'ятого Січня, Дванадцятого Грудня, Двадцять П'ятого Жовтня, Сорокаріччя Жовтня, П'ятдесятиріччя Жовтня, Шістдесятиріччя Жовтня тощо).

## Вулиці міста Києва
| Назва                | Тип   | Колишні назви                                            | Район                    | Місцевість                     | Рік затв. | Код об'єкта |
| -------------------- | ----- | -------------------------------------------------------- | ------------------------ | ------------------------------ | --------- | ----------- |
| Ейхельмана Професора | вул.  | Щорса, Соколовської Олени, Костюка                       | Святошинський            | Жовтневе                       | 2021      | 10768       |
| Екстер Олександри    | вул.  | Нова Б, Цвєтаєвої Марини                                 | Деснянський              | Вигурівщина-Троєщина           | 2023      | 11813       |
| Електриків           | вул.  | Нова                                                     | Оболонський, Подільський | Рибальський острів             | 1955      | 10498       |
| Електриків           | пров. |                                                          | Подільський              | Рибальський острів             | 1950-ті   | 10499       |
| Електротехнічна      | вул.  | Нова                                                     | Деснянський              | Вигурівщина                    | 1983      | 10501       |
| Еллана-Блакитного    | вул.  | Нова, Блакитного                                         | Голосіївський            | Голосіїв                       | 2022      | 10107       |
| Енергетиків          | вул.  |                                                          | Дніпровський             | Воскресенські сади             |           | 12455       |
| Енергетиків          | вул.  | Нова 475-та                                              | Солом'янський            | Кучмин яр                      | 1953      | 10504       |
| Енергетиків          | пров. | Нова 476-та вул., Бестужевський                          | Солом'янський            | Кучмин яр                      | 1950-ті   | 10505       |
| Енергодарська        | вул.  | Нова 621-ша, Волховська                                  | Дніпровський             | ДВРЗ                           | 2022      | 10280       |
| Ентузіастів          | вул.  | Нова 1-ша                                                | Дніпровський             | Русанівка                      | 1964      | 10506       |
| Ентузіастів 1-ша     | вул.  |                                                          | Дарницький               |                                |           | 12201       |
| Ентузіастів 2-га     | вул.  |                                                          | Дарницький               |                                |           | 12202       |
| Ентузіастів 3-тя     | вул.  |                                                          | Дарницький               |                                |           | 12203       |
| Ентузіастів 4-та     | вул.  |                                                          | Дарницький               |                                |           | 12204       |
| Ентузіастів 5-та     | вул.  |                                                          | Дарницький               |                                |           | 12205       |
| Ентузіастів 6-та     | вул.  |                                                          | Дарницький               |                                |           | 12206       |
| Ентузіастів 7-ма     | вул.  |                                                          | Дарницький               |                                |           | 12207       |
| Ентузіастів 8-ма     | вул.  |                                                          | Дарницький               |                                |           | 12208       |
| Ентузіастів 9-та     | вул.  |                                                          | Дарницький               |                                |           | 12209       |
| Ентузіастів 10-та    | вул.  |                                                          | Дарницький               |                                |           | 12210       |
| Ерастова Степана     | пров. | Крейсера «Аврора»                                        | Солом'янський            | Жуляни                         | 2019      | 12697       |
| Ернста               | вул.  | Нова № 1, Аеровокзальна (неофіц.)                        | Солом'янський            | Чоколівка                      | 1994      | 10508       |
| Еспланадна           | вул.  | Еспланадна, Прозорівська, Анрі Барбюса, Куйбишева        | Печерський               | Нова Забудова, Черепанова гора | 1990-ті   | 10509       |
| Естонська            | вул.  | Вовча гора, Селекційна, Вовчогірський шлях, Вовчогірська | Шевченківський           | Нивки                          | 1971      | 10510       |
| Естонський           | пров. | Нова 62-га вул., Вовчогірський, Естонська вул.           | Шевченківський           | Нивки                          | 1970-ті   | 10511       |

## Зниклі вулиці
| Назва      | Тип    | Район       | Місцевість  | Рік зникнення | Примітка |
| ---------- | ------ | ----------- | ----------- | ------------- | -------- |
| Електриків | проїзд | Подільський | Поділ       | 1980-ті       | промзона |
| Енгельса   | вул.   |             | Вигурівщина | 1980-і        |          |

## Перейменовані вулиці
| Стара назва            | Нова назва                               | Район              | Дата перейменування | Сучасна назва                            |
| ---------------------- | ---------------------------------------- | ------------------ | ------------------- | ---------------------------------------- |
| Екскаваторна           | Балабуєва Петра Авіаконструктора (част.) | Святошинський      | 2021                | Балабуєва Петра Авіаконструктора (част.) |
| Експланадна            | Куйбишева                                | Ленінський         | 1952                | Еспланадна                               |
| Експлонадний пров.     | Суворівський пров.                       | Печерський         | 1952                | Іподромний пров.                         |
| Електротехнічний пров. | Бурмистенка вул.                         | Московський        | 1982                | Оріхуватська                             |
| Енгельса               | Лютеранська                              | Старокиївський     | 1992                | Лютеранська                              |
| Енгельса               | Сластіона Опанаса                        | Дарницький         | 2022                | Сластіона Опанаса                        |
| Енгельса пров.         | Антонича Богдана-Ігоря пров.             | Дарницький         | 2022                | Антонича Богдана-Ігоря пров.             |
| Еренбурга Іллі         | Лобанової Лілії                          | Голосіївський      | 2022                | Лобанової Лілії                          |
| Еспланадна             | Виноградна                               | Дворцова частина   | 1869                | Богомольця Академіка                     |
| Еспланадна             | Суворовська                              | Печерська дільниця | 1901                | Омеляновича-Павленка Михайла             |